# ビートウォッシュ
ビートウォッシュ（BEAT WASH）は、日立製作所のグループ会社である日立ホーム&ライフソリューションが2004年に開発し、現在は日立グローバルライフソリューションズから発売されている洗濯乾燥機・全自動洗濯機のブランドネームである。
縦置きの水流攪拌式とも横置きのドラム式とも異なる、縦置きで羽根による叩き洗いが特徴である。

## 概要
節水しながら洗浄力を維持するという課題のなかで、多くの洗濯機は洗剤濃縮による洗浄を行ってきたが、日立はこの機種で節水・洗浄力向上、さらに乾燥時間短縮に取り組んだ。当初は洗濯乾燥機として展開していたが、2006年モデルからは風を取り込む「エアジェット乾燥」による送風乾燥機能が付いた全自動洗濯機も発売されている。2022年2月時点で国内累計出荷台数が1,000万台を突破している。
2010年7月から、日立アプライアンス（現・日立グローバルライフソリューションズ）が扱う白物家電全般に嵐を起用することになった為、2010年モデルの「ビートウォッシュ」のCMにはメンバーの一人である相葉雅紀が出演し、2011年モデル以降は大野智も出演していた。2015年モデルでは4年ぶりにTVCMが改訂となり、新たに松本潤が起用されていた。2022年6月より日立グローバルライフソリューションズが扱う家電品全般のイメージキャラクターに芦田愛菜が起用されることとなり、新たな洗濯機（ドラム式洗濯乾燥機「ビッグドラム」と共通）のTVCMも制作された。

## 設計
これまでの小刻みなパルセーターから、大きく波打ったパルセーターにした。通称「ビートウィング」と呼ばれ、このビートウィングにより、洗濯時に、高速回転したビートウィングによって洗濯物がたたきつけられ、洗濯物が回転しながら上下の洗濯物と交互に入れ替わることで、節水しながら全体の洗濯物の汚れをきれいに落とすことが「可能」となった。そして、乾燥時には同様に洗濯物が入れ替わることで、乾燥時間を大幅に短縮することが「可能」となった。この「ビートウィング」は洗濯乾燥機の9kgタイプは2006年モデルから、洗濯乾燥機の8kgタイプと洗濯機は2007年モデルから「ミニウィング」と呼ばれる小さなウィングが入り「ダブルビートウィング」とした。また、2009年モデルからは新たに洗濯板効果（衣類をスライドさせる動き）を生み出す「ビートボール」が加わり、「トリプルビートウィング」に進化。2012年モデルからは羽根の形状をS字に変更した「S字ビートウィング」となったことで、上下方向が中心だった衣類の動きに内外方向が加わり、洗いムラを低減。2014年モデルでは羽根の形状をX字に変更した「ビートウィングX」に進化したことで衣類の内外方向と上下方向の動きが向上され、更なる洗いムラの低減を実現した。2020年モデルの「風アイロン」コース搭載機種（DKX系）において、ビートウィングに新たに設けたくぼみで吹きつけられた高速風を上向きに変え、衣類の下からも風を当てて仕上げるようになった。2022年モデルの全自動洗濯機（BW-X120H）ではビートウィングの形状を一新し、表面に衣類を入れ替える「ビートスロープ」、裏面中央に配した「センターウィング」によってパルセーター回転時に発生する遠心力で循環水が外側に寄せられると同時に中央の穴から循環水を引き込む「スピード浸透水流」を発生する「ビートウィングプラス」を搭載した。
また、洗濯乾燥機の最上位モデル（9kg・10kg・11kg・12kg）は洗濯槽を広く浅くしている為、両手を広げても底まで届いて取り出すことも可能。投入口は約43cm（BW-D9JV以降に発売された最上位モデル）である。

## 湯効利用（ゆうこうりよう）
2006年7月に、これまでの洗濯機の常識を打ち破る機種（BW-D9GV）が発売された。
これまでの洗濯機は、洗濯時(洗剤洗浄)にのみ風呂水が使用でき、その他の機能では使用できなかった。しかし、世界初の「洗乾お湯取りポンプ」を搭載した「湯サイクルエンジン」により、洗濯時・すすぎ開始時・乾燥時に風呂水（すすぎ完了時には水道水）を用いることで、使用する水道水はわずか39ℓに削減でき、大幅の節水を実現した。2007年モデル（BW-D9HV）ではさらに性能を上げ、使用する水道水は25ℓとなった。また、乾燥のみでも風呂水を使えるようになり、乾燥行程における水道水をゼロ（乾燥のみの場合、お湯取りポンプの呼び水に使用する350mlのみ）とした。2008年モデル（BW-D9JV）ではすすぎ行程が見直されたことで、使用する水道水がバケツ約1杯分（15L）になり、更なる節水を実現した。
なお、この「湯効利用」は2007年モデルから洗濯乾燥8kgタイプにも拡大採用され、当社のドラム式洗濯乾燥機「ビッグドラム」にも発売当初より採用されていたが、「ビートウォッシュ」では2010年モデルが最後の採用機種となり、2011年モデル以降は非搭載となった。

## 機種一覧

### 2004年モデル
「節水ビート洗浄」を採用した第3世代洗濯機として発売開始。薄型高効率熱交換ユニットも搭載されており、除湿効率を向上したことで4.5kgを洗濯から乾燥まで約140分のスピード仕上げを実現。また、洗濯槽の容積を80Lに拡大したことで乾燥容量7kgを実現。操作パネルをフタ上面に配置した関係で透明窓は設けられていなかった。カラーはブライトシルバーとシャインブルーの2色展開であった。
- BW-DV8E（2004年6月発売 洗濯容量:8kg/乾燥容量:7kg）

### 2005年モデル
初のモデルチェンジが行われ、既存の「ビート洗浄」を進化させ、温風で衣類を温めて高濃度洗剤液の酵素を活性化させる「節水ホットビート洗浄」となって、プレミアムタイプの位置づけに。また、ラインナップを拡大し、「ビートウィング」の裏羽根でポンプアップして循環させる節水循環水流方式の「ホットビート洗浄」を採用し、「ほぐし脱水」を搭載したボディ幅56cmのスリムタイプ2機種を加えて3機種に拡大。プレミアムタイプ・スリムタイプ共に先に発表された「パワー浸透洗浄 洗乾 白い約束（NW-D7FX/D8FX）」に家庭用洗濯乾燥機で初めて搭載した「ナノチタン消臭乾燥フィルター」や花粉を除去できるコースを「ビートウォッシュ」にも搭載した。カラーは全機種ピュアホワイトのみの1色展開となった。
- BW-D7FV（2005年7月発売 洗濯容量:7kg/乾燥容量:4kg（たっぷりコース時5kg））
- BW-D8FV（2005年7月発売 洗濯容量:8kg/乾燥容量:4.5kg（たっぷりコース時6kg））
- BW-DV9F（2005年8月発売 洗濯容量:9kg/乾燥容量:7kg）

### 2006年モデル
3代目はラインナップが9kgタイプと8kgタイプの2機種となり、9kgタイプは「ビートウォッシュ 湯効利用（ゆうこうりよう）」に名称変更。「ダブルビートウィング」を採用したほか、約10ナノメートルの界面活性剤の集合体分子（ミセル）を高濃度化した活性化洗剤液を循環させながら広角散布する「ナノミセルシャワー」を新たに搭載。また、本体上部のプラスチック部に傷がつきにくいUVコーティングを施し、操作パネルをフタの右側に移したことで内ふたに耐熱強化ガラス製の透明窓を新たに設け、運転中の動作が確認できるようになった。8kgタイプは既搭載の「ホットビート洗浄」に冬季の低温時に運転時間を延ばすことで洗浄力の低下を防ぐ「温度センサー制御」を新たに搭載。また、洗濯乾燥機の全機種には、乾燥フィルターにナノチタン触媒と亜鉛に銀を組み合わせることで酢酸系のニオイまで対応した「スーパーナノチタン消臭フィルター」を採用し、温風をかけながら、羽根の回転は行わず、洗濯槽をゆっくり回すことでスーツ・学生服・ぬいぐるみなどを水で洗わずに除菌消臭する「除菌消臭コース」を搭載した。さらに、温度センサー制御搭載の「ビート洗浄」、「節水循環水流」、「ナノチタン消臭アレルオフフィルター」搭載の「エアジェット乾燥」を備えた全自動洗濯機が新たにラインナップされた。
カラーバリエーションは洗濯乾燥機の9kgタイプはプラチナ、ガーネット、シャンパンの3色展開に刷新され、洗濯乾燥機の8kgタイプはブルーとゴールドの2色展開となった。全自動洗濯機は7kgタイプ・8kgタイプ共にブルーとピンクの2色展開である。
- 洗濯乾燥機
  - BW-D8GV（2006年7月発売 洗濯容量:8kg/乾燥容量:4.5kg（たっぷりコース時6kg））
  - BW-D9GV（2006年7月発売 洗濯容量:9kg/乾燥容量:7kg）
- 全自動洗濯機
  - BW-7GV（2006年7月発売 洗濯容量:7kg/乾燥容量（化繊）:4kg）
  - BW-8GV（2006年7月発売 洗濯容量:8kg/乾燥容量（化繊）:4kg）

### 2007年モデル
4代目となった洗濯乾燥機は9kgタイプに家庭用洗濯乾燥機で初めてとなる「わがや流」機能を搭載。水位・時間・すすぎ回数・お湯取り行程・ホットビート洗浄の有無などを設定でき、その組み合わせは約8万通りとなる。その中からよく使用する組み合わせを3つまで登録でき、登録後はワンボタンで切り替えることができる。また、お湯取すすぎを改良し、2回目のすすぎにも残り湯を使用する「新お湯取たっぷりすすぎ」と最後に水道水で仕上げる「清水すすぎ」を採用することですすぎ性能を向上。乾燥風量増と制御最適化により約25分短縮した。また、槽内にLED照明を付け、透明窓にはナノサイズの酸化チタンをコーティングした「ミラクルチタン」を施した。8kgタイプは「湯サイクルエンジン」や「ダブルビートウィング」を新たに搭載。これに伴い、洗濯乾燥機は「ビートウォッシュ 湯効利用」に名称統一した。全自動洗濯機は初のモデルチェンジで2代目となり、洗濯乾燥機の8kgタイプ同様に「ダブルビートウィング」を新たに搭載した。
カラーバリエーションは洗濯乾燥機9kgタイプのみで一部変更が行われ、従来のガーネットに替わって茶系のショコラが新たに加わり、既存のプラチナ、シャンパンと合わせた3色展開となった。洗濯乾燥機の8kgタイプと全自動洗濯機のカラーバリエーションは2006年モデルから踏襲される。
- 洗濯乾燥機
  - BW-D8HV（2007年7月発売 洗濯容量:8kg/乾燥容量:4.5kg（たっぷりコース時6kg））
  - BW-D9HV（2007年7月発売 洗濯容量:9kg/乾燥容量:7kg）
- 全自動洗濯機
  - BW-7HV（2007年7月発売 洗濯容量:7kg/乾燥容量（化繊）:4kg）
  - BW-8HV（2007年7月発売 洗濯容量:8kg/乾燥容量（化繊）:4kg）

### 2008年モデル
5代目となった洗濯乾燥機はお湯取ホースの先端に高密度に充填したAgビーズを内蔵した「Ag除菌お湯取ユニット」を家庭用洗濯乾燥機で初めて搭載したほか、9kgタイプは洗い時やすすぎ時の給水弁制御の最適化を図ったことで9kg洗濯時の標準使用水量を75Lに抑え、「ナノミセルシャワー」は広範囲散布（ワイドシャワー）と集中散布（スポットシャワー）を自動で交互に繰り返す「オートナノミセルシャワー」となった。さらに、必要時に運転状態や運転エラー時の対処方法を音声で知らせる「おしえてボタン」を備えると共に、家庭用洗濯乾燥機では初めてとなる取り扱い説明用のDVDを添付した。デザインも本体上部にラウンドフォルムを採用するとともに、操作パネルをよく使うボタン（オート操作部）と細かい設定ができるボタン（マニュアル操作部）に分け、オート操作部をまとめて配置したうえで、初代モデルのようにフタ上部に戻した。8kgタイプはすすぎ工程の見直しや洗い時の給水弁制御の最適化によって洗濯～乾燥時の水道水使用量を減らしたほか、水冷除湿乾燥方式「カラッと乾燥」を備えたことで、洗濯から乾燥までを約150分のスピードで仕上げられるようになった。3代目となった全自動洗濯機はすすぎ工程の一部を最適化することで洗濯時の水道水使用量を減らし、「お湯取すすぎ」はすすぎの最後を水道水を使って仕上げる「清水すすぎ」を設定できるようになった。
カラーバリエーションは洗濯乾燥機の9kgタイプはシャンパンとプラチナの2色展開となり、洗濯乾燥機の8kgタイプはゴールドに替わってシャンパンを新たに設定した（ブルーは継続設定）。全自動洗濯機は2006年からのカラーバリエーションを踏襲する。
- 洗濯乾燥機
  - BW-D8JV（2008年6月発売 洗濯容量:8kg/乾燥容量:4.5kg（たっぷりコース時6kg））
  - BW-D9JV（2008年6月発売 洗濯容量:9kg/乾燥容量:7kg）
- 全自動洗濯機
  - BW-7JV（2008年6月発売 洗濯容量:7kg/乾燥容量（化繊）:4kg）
  - BW-8JV（2008年6月発売 洗濯容量:8kg/乾燥容量（化繊）:4kg）

### 2009年モデル
6代目となった洗濯乾燥機は新採用の「トリプルビートウィング」に抗菌性プラスチックを採用し、名称を「ビートウォッシュ（[湯効利用]洗濯乾燥機）」に統一。9kgタイプは9kg洗濯時の標準使用水量を74Lに低減。さらに、アセトアルデヒドの消臭機能を強化した「ナノチタン強力消臭」を搭載した。4代目となった全自動洗濯機は節水性能を向上し、8kgタイプは標準使用水量99Lを実現した。
カラーバリエーションは洗濯乾燥機において2005年モデル（2代目）以来となる白系が復活し、9kgタイプはプラチナに替わりパールホワイトを、8kgタイプはブルーに替わりプラチナホワイトを新たに設定した（洗濯乾燥機全機種に設定されているシャンパンは継続設定）。全自動洗濯機は2006年からのカラーバリエーションを踏襲する。
- 洗濯乾燥機
  - BW-D8KV（2009年6月発売 洗濯容量:8kg/乾燥容量:4.5kg）
  - BW-D9KV（2009年6月発売 洗濯容量:9kg/乾燥容量:6kg）
- 全自動洗濯機
  - BW-7KV（2009年6月発売 洗濯容量:7kg/乾燥容量（化繊）:4kg）
  - BW-8KV（2009年6月発売 洗濯容量:8kg/乾燥容量（化繊）:4kg）

### 2010年モデル
全機種において内壁にボール状の突起「ビートボール」を採用した新ステンレス槽を採用。7代目となった洗濯乾燥機は9kgタイプで標準使用水量を73Lに削減（BW-D9KV比1L減）したほか、乾燥ダクト内に独自の蛇行リブ構造を表面に施したステンレスプレートを新たに採用。さらに、家庭用洗濯乾燥機で初となる「[eco]水センサー」システムを搭載。これは、水の硬度・水温・布質・布量を検知し洗剤量表示・洗濯時間・使用水量・水位設定をコントロールすることでランニングコストの低減に寄与する（「[eco]水センサー」システムはON/OFFが可能）。また、運転選択ボタン（洗濯・洗乾・乾燥）とスタート/一時停止ボタンが電源投入と同時に青く発光し、自動コースの選択・開始は発光した箇所のみで操作できることを知らせる「光これっきりパネル」と操作部表示に「つたわるフォント」を新たに採用。また、ラインナップを拡大し、洗濯乾燥機は約5年ぶりとなる7kgタイプと新設の6kgタイプを追加（6kgタイプ、7kgタイプは「湯効利用」非採用）。5代目となった全自動洗濯機にも9kgタイプを追加し、全7機種をラインナップした。
カラーは洗濯乾燥機の9kgタイプはこれまでのシャンパンをパールシャンパンに変更（パールホワイトは継続設定）。洗濯乾燥機の8kgタイプと全自動洗濯機の7kgタイプ・8kgタイプは2009年モデルのカラーバリエーションを踏襲。新設となる洗濯乾燥機の7kgタイプは8kgタイプと同一（シャンパンとプラチナホワイトの2色）、6kgタイプはブルーのみを設定、全自動洗濯機の9kgタイプは「ビートウォッシュ」の全自動洗濯機では初となるシャンパンを設定した。
- 洗濯乾燥機
  - BW-D6LV（2010年7月発売 洗濯容量:6kg/乾燥容量:3kg（たっぷりコース時3.5kg））
  - BW-D7LV（2010年7月発売 洗濯容量:7kg/乾燥容量:3.5kg（たっぷりコース時4kg））
  - BW-D8LV（2010年6月発売 洗濯容量:8kg/乾燥容量:4.5kg（たっぷりコース時5.5kg））
  - BW-D9LV（2010年6月発売 洗濯容量:9kg/乾燥容量:6kg（たっぷりコース時7kg））
- 全自動洗濯機
  - BW-7LV（2010年6月発売 洗濯容量:7kg/乾燥容量（化繊）:4kg）
  - BW-8LV（2010年6月発売 洗濯容量:8kg/乾燥容量（化繊）:4kg）
  - BW-9LV（2010年6月発売 洗濯容量:9kg/乾燥容量（化繊）:4kg）

### 2011年モデル
8代目となった洗濯乾燥機は8kgタイプと9kgタイプに洗濯を行う度に洗濯槽の裏側に付着した皮脂汚れや洗剤カスを水道水で洗浄するシャワーノズル方式の「自動おそうじ」機能を搭載。これは脱水の始めにすすぎ水を抜くときに羽と洗濯槽を回転させて強力な水流を作ることで羽の裏側や槽（ステンレス槽・外槽）の底面にたまった汚れを洗い、さらに、脱水時には槽上部の穴から出た水道水をシャワーのように出し、併せて、高速回転中に洗濯物から吹き飛ばした水を利用してステンレス槽外側や外槽内側の汚れを洗い流すことで清潔に保ち、「槽洗浄」コースの使用頻度を減らすことができる。なお、工場出荷時には「自動おそうじ」機能は作動しないが、「自動おそうじ」ボタンを押して設定をしておけば一部のコースを除き毎回自動で作動する。また、9kgタイプは「[eco]水センサー」システムを改良し、新たにすすぎ水の汚れ具合と洗濯物から出る水分量を検知する機能を追加し、十分な場合にはすすぎ時間や脱水時間を短縮することで更なるランニングコストの節約に寄与（なお、「[eco]センサー」システムは8kgタイプにも新たに搭載される）。「エコビート洗浄」も改良され、洗剤液をまんべんなく振りかけるようにシャワーを2本にした「ツインシャワー」を採用。さらに、従来は洗濯～乾燥コース・乾燥コースで設定できる「乾き具合」ボタンは2010年モデルの「ヒートリサイクル 風アイロン ビッグドラム（BD-V5300/V7300）」で採用された「脱水/乾き具合」ボタンに変更され、洗濯コース時に、洗濯物に応じて高速回転の「部屋干し しっかり（1,100回転/分）」や低速回転の「弱め（700回転/分）」を設定できるようになり、脱水の回転数を3段階から選べるようになった。6kgタイプと7kgタイプは少し遅れてモデルチェンジされ、お湯取りポンプのAg除菌お湯取りユニットが廃止された。6代目となった全自動洗濯機は9kgタイプに「[eco]水センサー」システムを新たに搭載した。
カラーが一部変更となり、洗濯乾燥機の6kgタイプはカラーバリエーションをシャンパンと新規色であるブラックの2色展開に刷新し、7kgタイプもプラチナホワイトと入れ替えでブラックが新たに設定（シャンパンは継続設定）。そのほかの機種は2010年モデルから踏襲されるが、洗濯乾燥機の9kgタイプは2009年モデル（6代目）以来となるシャンパンに戻した。
- 洗濯乾燥機
  - BW-D6MV（2011年10月発売 洗濯容量:6kg/乾燥容量:3kg）
  - BW-D7MV（2011年10月発売 洗濯容量:7kg/乾燥容量:3.5kg）
  - BW-D8MV（2011年6月発売 洗濯容量:8kg/乾燥容量:4.5kg）
  - BW-D9MV（2011年6月発売 洗濯容量:9kg/乾燥容量:6kg）
- 全自動洗濯機
  - BW-7MV（2011年6月発売 洗濯容量:7kg/乾燥容量（化繊）:4kg）
  - BW-8MV（2011年6月発売 洗濯容量:8kg/乾燥容量（化繊）:4kg）
  - BW-9MV（2011年6月発売 洗濯容量:9kg/乾燥容量（化繊）:4kg）

### 2012年モデル
9代目となった洗濯乾燥機は排水ホースを改良。従来は屈曲性を確保するため蛇腹形状となっていたが、ホース内の水や汚れが残りにくいように、屈曲性と耐洗剤性を保ちながら抗菌剤を配合した「内面フラットホース」に改良。9kgタイプはさらに、「内面フラットホース」を採用できない本体内部の配管の一部は搭載されている循環ポンプにより水を循環させて洗い流し、汚れが残らないように工夫されている。糸くずフィルターは形状を袋状からケース状に変更した。また、「自動おそうじ」は洗濯乾燥機の6kgタイプ・7kgタイプと7代目に移行した全自動洗濯機にも搭載され、全機種標準搭載となった（全自動洗濯機の「自動おそうじ」はバランスリングオーバーフロー方式を採用）。2012年12月には全自動洗濯機に10kgタイプを新設したことで、ラインナップが8機種となった。
カラーは2011年モデルのバリエーションを踏襲する。また、全自動洗濯機の10kgタイプは新規色のダークブラウンを設定した。
- 洗濯乾燥機
  - BW-D6PV（2012年8月発売 洗濯容量:6kg/乾燥容量:3kg）
  - BW-D7PV（2012年8月発売 洗濯容量:7kg/乾燥容量:3.5kg）
  - BW-D8PV（2012年6月発売 洗濯容量:8kg/乾燥容量:4.5kg）
  - BW-D9PV（2012年6月発売 洗濯容量:9kg/乾燥容量:6kg）
- 全自動洗濯機
  - BW-7PV（2012年6月発売 洗濯容量:7kg/乾燥容量（化繊）:4kg）
  - BW-8PV（2012年6月発売 洗濯容量:8kg/乾燥容量（化繊）:4kg）
  - BW-9PV（2012年6月発売 洗濯容量:9kg/乾燥容量（化繊）:4kg）
  - BW-10PV（2012年12月発売 洗濯容量:10kg/乾燥容量（化繊）:4kg）

### 2013年モデル
10代目となった洗濯乾燥機は節水循環ポンプを搭載した最上位機種において、外形寸法はそのままで洗濯容量を10kgに大容量化。さらに、洗剤液を衣類に浸透させるシャワー流量を約16%アップ（19.2L/分→22.4L/分）し、散布範囲を約2倍（1100平方cm→2100平方cm）に広くした「循環ワイドシャワー」を採用し、従来は固定だった洗剤の溶かし時間を水温や洗剤の種類に応じて変化するようにし、すすぎの効率化などを行うことで大容量化したにもかかわらず、洗濯のみの標準コースの目安時間を8分短縮（47分→39分）した。「[eco]水センサー」には洗剤センシングが追加され、洗剤溶かし時に洗剤のすすぎやすさを検知し、濃縮液体洗剤などすすぎやすい場合にはすすぎ回数を自動で2回から1回に減らすことで更なるランニングコストの削減に寄与する。操作パネルには新たに大型ホワイト液晶を採用し、布量測定中・洗剤溶かし中・脱水中などの運転状態を文字情報として表示したほか、運転内容表示のすぐ下に操作ボタンを配置するなどレイアウトを工夫した。スリムタイプは「シャワービート洗浄」を改良し、互い違いにふりかける井の字形状に変更するとともに、すすぎの効率化などで最上位モデル同様に洗濯のみの標準コースの目安時間を短縮。また、糸くずフィルターをふたを開けるだけで簡単に糸くずを捨てられる大型のケースタイプに変更した。サイズラインナップは従来からの8kgタイプに加え、最上位モデルの大容量化に伴う空白領域をカバーすべく、内ふたをドーム状に膨らませることで乾燥容量を増やすとともに、洗濯槽下部を深くし、周囲の凸部を減らして容積を拡大したことで8kgタイプとほぼ同じ外形寸法のままで大容量化を実現した9kgタイプを新設した。この9kgタイプの操作パネルは水量・洗い時間・すすぎ回数・脱水時間・乾燥時間を数字で表示するデジタル表示を採用した。8代目となった全自動洗濯機も井の字形状に変更した改良型「シャワービート洗浄」と大型ケース状糸くずフィルターを採用した。
なお、全モデルですすぎ1回推奨の洗剤に対応した「すすぎ1回」コースを新設し、洗濯乾燥機の10kgタイプ以外のモデルでも標準コース（洗濯乾燥機は洗濯のみ）の目安時間を30分台に短縮された。
遅れて、洗濯乾燥機のコンパクト7kgタイプを追加発売。本モデルにも「シャワービート洗浄」の改良及び「すすぎ1回」コースの追加、糸くずフィルターの形状変更を行った。なお、2012年モデルまで設定されていた洗濯乾燥機の6kgモデルが廃止となったため、洗濯乾燥機・全自動洗濯機共に最小サイズが7kgとなった。
カラーは洗濯乾燥機の7kgタイプがシャンパンのみの設定となった点以外は2012年モデルのカラーバリエーションが踏襲される。
- 洗濯乾燥機
  - BW-D7SV（2013年8月発売 洗濯容量:7kg/乾燥容量:3.5kg）
  - BW-D8SV（2013年6月発売 洗濯容量:8kg/乾燥容量:4.5kg）
  - BW-D9SV（2013年6月発売 洗濯容量:9kg/乾燥容量:5kg）
  - BW-D10SV（2013年6月発売 洗濯容量:10kg/乾燥容量:6kg）
- 全自動洗濯機
  - BW-7SV（2013年6月発売 洗濯容量:7kg/乾燥容量（化繊）:4kg）
  - BW-8SV（2013年6月発売 洗濯容量:8kg/乾燥容量（化繊）:4kg）
  - BW-9SV（2013年6月発売 洗濯容量:9kg/乾燥容量（化繊）:4kg）
  - BW-10SV（2013年6月発売 洗濯容量:10kg/乾燥容量（化繊）:4kg）

### 2014年モデル
11代目となった洗濯乾燥機は節水循環ポンプを搭載した最上位機種であるBW-D10XTVは最大流量を2013年モデルのBW-D10SV比約2倍となる約45L/分のシャワーを幅広く散布する「ナイアガラ循環シャワー」で洗剤液を衣類にたっぷり浸透させ、「ビートウィングX」と組み合わせた「ナイアガラ ビート洗浄」を採用。節水循環ポンプを採用しているため、洗濯容量10kgの標準使用水量はBW-D10SVよりも6L増（86L）に抑え、節水性にも配慮。併せて、既搭載の「ホット高洗浄」はドラム式洗濯乾燥機「ビッグドラム」の2013年モデルで採用された水温が低い時（13℃以下）に自動で温風を吹きかける「センサーホット高洗浄」を搭載した（任意で毎回設定する「ホット高洗浄」も搭載）。また、ふたの形状が変わり、BW-D10SVまでの2枚ふたから天板に強化ガラスを使用し、凹凸やすき間がないフラット形状の1枚ふた「ガラストップデザイン」となり、ふたヒンジ部に減衰ダンパーとアシストバネを搭載したことで軽い力で開けられ、途中で手を離してもソフトに閉まる「アシスト機構」を搭載。糸くずフィルターは洗濯乾燥機のスリムタイプと全自動洗濯機では2013年モデルから採用されている大型ケース状となった。操作パネルがふた中央部から手前に移し、タッチパネルは電源を入れた時だけ表示されるインテリア性の高いデザインとなり、よく使う運転コースを3つまで登録できる「お気に入り」ボタンを新たに採用したことで、事前に運転コースを登録しておけば「切/入」→「お気に入り」→「スタート/一時停止(これっきりボタン)」の順に押すだけですぐに使用できる。このほか、洗濯で5kg以下、洗濯乾燥で3kg以下の軽い汚れを洗う「おいそぎ」コースを新設した。スリムタイプは「ビートウィングX」の裏にある裏羽根で水を強力にかき上げることで、最大流量を2013年モデルのBW-D9SV比約2倍となる約30L/分のシャワーを洗濯槽上部にあるシャワー出口4方向から広範囲にふりかけることで洗剤液を衣類にたっぷり浸透するかき上げ式節水循環水流の「ナイアガラシャワー」と「ビートウィングX」を組み合わせた「ナイアガラ ビート洗浄」を新たに採用するとともに、BW-D10XTV同様に「おいそぎ」コースを新設し、「センサーホット高洗浄」を搭載。さらに、9kgタイプ（BW-D9TV）と同じ設置面積・ボディ幅を実現した10kgタイプ（BW-D10TV）を新設した。この10kgタイプでは、最上位機種のBW-D10XTV同様、洗剤センシング付の「[eco]水センサー」システムを搭載している。
9代目となった全自動洗濯機にも、洗濯乾燥機のスリムタイプ同様、かき上げ式節水循環水流の「ナイアガラシャワー」と「ビートウィングX」を組み合わせた「ナイアガラ ビート洗浄」を採用し、「おいそぎ」コースを新設した。なお、2013年モデルまで9kgタイプ・10kgタイプに採用されていた「わがや流」が廃止となり、7kgタイプ・8kgタイプと同じ1コースを登録できる「手造り」コースに変更となった。
カラーは最上位機種のBW-D10XTVでこれまでのパールホワイトと入れ替えでシルバーを追加（シャンパンは継続設定）。そのほかの機種は2013年モデルのバリエーションが踏襲される。洗濯乾燥機の新モデルであるBW-D10TVはシャンパンのみの設定である。
- 洗濯乾燥機
  - BW-D8TV（2014年6月発売 洗濯容量:8kg/乾燥容量:4.5kg）
  - BW-D9TV（2014年6月発売 洗濯容量:9kg/乾燥容量:5kg）
  - BW-D10TV（2014年6月発売 洗濯容量:10kg/乾燥容量:5.5kg）
  - BW-D10XTV（2014年6月発売 洗濯容量:10kg/乾燥容量:6kg）
- 全自動洗濯機
  - BW-7TV（2014年6月発売 洗濯容量:7kg/乾燥容量（化繊）:4kg）
  - BW-8TV（2014年6月発売 洗濯容量:8kg/乾燥容量（化繊）:4kg）
  - BW-9TV（2014年6月発売 洗濯容量:9kg/乾燥容量（化繊）:4kg）
  - BW-10TV（2014年6月発売 洗濯容量:10kg/乾燥容量（化繊）:4kg）

### 2015年モデル
12代目となった洗濯乾燥機は最上位機種において洗濯槽内の糸くずフィルターの薄型化や洗濯槽上部のバランスリングの最適化設計などにより、本体寸法を変えることなく容量を1kgアップし、日本国内のタテ型洗濯乾燥機で初の11kgに大容量化。併せて、槽を回転させながらきれいな水道水を衣類に通過させて洗剤を飛ばし、毎分約1,000回転の高速回転による遠心力で水分と一緒に洗剤を絞り出し、槽に水をためて最大流量約50L/分の大流量シャワーをかけながら水の中で衣類を動かして繊維に潜んだ洗剤を落とすことですすぎ性能を高めた「ナイアガラすすぎ」コース（標準コースに比べて使用水量は106L、消費電力量は40Wh、運転時間は28分増える）、最大流量を約50L/分に大流量化した「ナイアガラ ビート洗浄」には、洗濯運転で高濃度洗剤液を散布した後、約40℃の温水をミスト状にした「温水ミスト」を衣類に吹き付け、衣類を30～40℃に温めて維持しながらかくはん洗いすることで高洗浄力を発揮する「[温水]ナイアガラ ビート洗浄」を搭載。目的に応じて黄ばみ除去用の「[温水ミスト]120分」と黄ばみ予防用の「[温水ミスト]60分」の2種類を設定した（なお、容量の上限があり、消費電力量が増える。また、[温水ミスト]120分を設定した場合は使用水量が45L追加されるほか、洗たく用洗剤は粉末タイプのみ使用可能で、標準の2倍量を投入する）。スリムタイプにも「ナイアガラすすぎ」コース（BW-D10WVの場合、回転数は毎分約900回、最大流量は2014年モデルのBW-D10TVと同じ約30L/分）と「[温水]ナイアガラ ビート洗浄」を搭載（最上位機種とは異なり、[温水ミスト]180分と[温水ミスト]90分を選択可能）。さらに、2014年モデルでは最上位機種のみに採用されていたアシスト機構を備えたフラット形状の1枚ふた「ガラストップデザイン」を新たに採用し、投入口の幅を約39cmに拡大し、洗濯槽の底面を床から高い位置に配置することで取り出しやすくなり、操作パネルも一新した。
10代目となった全自動洗濯機にも「ナイアガラすすぎ」コースが新たに搭載（回転数・最大流量は洗濯乾燥機のスリムモデルと同じ）されたほか、「ナイアガラ ビート洗浄」には少量の水で溶かした高濃度洗剤液でじっくりつけおきながら「ビートウィングX」で衣類をやさしく動かす「[つけおき]ナイアガラ ビート洗浄」を新たに搭載。黄ばみ除去用の「[つけおき]360分」と黄ばみ予防用の「[つけおき]120分」の2種類が設定されているほか、「ナイアガラ ビート洗浄」時も落ちにくい汚れ用に[つけおき]60分の設定が可能である。また、2枚ふたは手前側を短くし、広くなった奥側には強化処理ガラスを採用した「ガラストップデザイン」を新たに採用し、操作パネルを一新。洗濯乾燥機のスリムタイプ同様、洗濯槽の底面を床から高い位置に配置し、投入口の幅を約39cmに拡大した。一方で、エアジェット（ヒーターレス簡易乾燥）の容量が3kgに減らされ、9kgタイプ・10kgタイプに搭載されていた「[eco]水センサー システム」が非搭載になった。
カラーは洗濯乾燥機の8kgタイプ・9kgタイプはプラチナホワイトに替わってシルバーを設定（シャンパンは継続設定）したほか、全自動洗濯機の9kgタイプはシャンパンからシルバーに、10kgタイプはダークブラウンからシャンパンにそれぞれ入れ替えた。洗濯乾燥機の10kgタイプ・11kgタイプ及び全自動洗濯機の7kgタイプ・8kgタイプは2014年モデルのカラーバリエーションを踏襲する。なお、10kgタイプ（洗濯乾燥機・全自動洗濯機）はフタや操作パネルの周辺部のみならず、2014年モデルまでは白だったボディ全体もシャンパンになった。
- 洗濯乾燥機
  - BW-D8WV（2015年6月発売 洗濯容量:8kg/乾燥容量:4.5kg）
  - BW-D9WV（2015年6月発売 洗濯容量:9kg/乾燥容量:5kg）
  - BW-D10WV（2015年6月発売 洗濯容量:10kg/乾燥容量:5.5kg）
  - BW-D11XWV（2015年6月発売 洗濯容量:11kg/乾燥容量:6kg）
- 全自動洗濯機
  - BW-7WV（2015年6月発売 洗濯容量:7kg/乾燥容量（化繊）:3kg）
  - BW-8WV（2015年6月発売 洗濯容量:8kg/乾燥容量（化繊）:3kg）
  - BW-9WV（2015年6月発売 洗濯容量:9kg/乾燥容量（化繊）:3kg）
  - BW-10WV（2015年6月発売 洗濯容量:10kg/乾燥容量（化繊）:3kg）

### 2016年モデル
13代目となった洗濯乾燥機は、プレミアムモデル（最上位機種）において、高性能モーターと「ビートウィングX」の裏羽根で水を強力にかき上げ、洗濯槽の上部2箇所から大きく拡散しながら水を吐出する循環シャワー「大流量ナイアガラシャワー」を採用（併せて、2015年モデルまで長らく採用されていた循環ポンプが廃止され、標準使用水量が増加する）。また、既搭載の「ほぐし脱水」には、「ほぐし脱水」後に温風の吹きつけ工程を追加した「温風ほぐし脱水」を搭載した（要設定、容量は通常の「ほぐし脱水」と同じく6kgまで、設定なしの時よりも消費電力量と運転時間が多くなる）。2015年モデルまで設定されていた「ため洗い」コースが循環ポンプの廃止に伴って無くなる替わりに、水をたっぷり使って弱水流で衣類を泳がせるように洗う「デリケート」コースを新設した。スリムモデルもプレミアムモデル同様に、「温風ほぐし脱水」を追加し、「デリケート」コースを新設した。
11代目となった全自動洗濯機にも、洗濯乾燥機同様に「デリケート」コースを新設した。
カラーは洗濯乾燥機の8kgタイプはシルバーに替わってホワイトを設定（シャンパンは継続設定）、全自動洗濯機の7kgタイプ・8kgタイプは全自動洗濯機発売時から設定されていたピンクに替わってホワイトを設定（ブルーは継続設定）。洗濯乾燥機の9kgタイプ・10kgタイプ・11kgタイプ及び全自動洗濯機の9kgタイプ・10kgタイプは2015年モデルのカラーバリエーションを踏襲する。
なお、2016年モデルから品番が一新され、洗濯乾燥機のプレミアムモデルはDX系、洗濯乾燥機のスリムモデルはDV系、全自動洗濯機はV系となった。
- 洗濯乾燥機
  - BW-DV80A（2016年6月発売 洗濯容量:8kg/乾燥容量:4.5kg）
  - BW-DV90A（2016年6月発売 洗濯容量:9kg/乾燥容量:5kg）
  - BW-DV100A（2016年6月発売 洗濯容量:10kg/乾燥容量:5.5kg）
  - BW-DX110A（2016年6月発売 洗濯容量:11kg/乾燥容量:6kg）
- 全自動洗濯機
  - BW-V70A（2016年6月発売 洗濯容量:7kg/乾燥容量（化繊）:3kg）
  - BW-V80A（2016年6月発売 洗濯容量:8kg/乾燥容量（化繊）:3kg）
  - BW-V90A（2016年6月発売 洗濯容量:9kg/乾燥容量（化繊）:3kg）
  - BW-V100A（2016年6月発売 洗濯容量:10kg/乾燥容量（化繊）:3kg）

### 2017年モデル
14代目となった洗濯乾燥機は、DX系において、洗濯槽の大容積化と低振動化技術を採用したことで、日本国内での家庭用タテ型洗濯乾燥機で初めてとなる洗濯容量12kgを実現したほか、「毛布」コースの容量上限をアップし、洗濯時ではDX110A比1kg増の6kgに、洗濯～乾燥時ではDX110A比0.8kg増の3.6kgとなった。これにより、洗濯時なら1枚当たり1.5kg以下の薄手のシングル毛布が4枚、洗濯～乾燥時なら1枚当たり1.8kg以下のシングル毛布が2枚と、大物のまとめ洗いが可能となった。また、「ナイアガラ ビート洗浄」には、洗剤溶かしの工程で洗剤の種類（粉末または液体）を見分けて溶かす時間を変え、洗濯水の汚れが多いと判断した場合は自動で「洗い」の工程を最大10分延長。さらに、濃縮液体洗剤の場合は自動ですすぎ回数を2回から1回に減らす「洗剤・汚れ」センサーシステムを搭載した（「センサーシステム」ボタンを押して設定する必要がある。また、「eco」センサーシステムとの同時設定は不可）。新コースとして、すすぎ工程後に温風加熱（衣類の温度50度以上で20分以上加熱）を行い、もう一度すすぎ工程を行ってアレル物質（ダニのフンや死骸）を洗い流す「ダニ対策」コースを新設した（DX系の「ダニ対策」コースは容量上限3kg以下、運転時間は約160分となる）。なお、DV系にも「洗剤・汚れ」センサーシステムを搭載し、「ダニ対策」コースを新設した（DV系の「ダニ対策」コースは容量上限1.5kg以下、運転時間約150分）。
12代目となった全自動洗濯機のV系は2015年モデルで一旦廃止となっていた「念入り」コースを復活。また、7kgタイプ（V70B）は洗濯容量はそのままで、V70A比で、幅31mm（本体幅40mm）・奥行24mm・高さ20mmそれぞれ短くなってコンパクトサイズとなった。
カラーは、洗濯乾燥機の9kgタイプ（DV90B）はシルバーを廃止してシャンパンのみの設定に、12kgタイプ（DX120B）はシルバーと入れ替わりでホワイトを設定（シャンパンは継続設定）。全自動洗濯機は7kgタイプ（V70B）はホワイトを廃止しブルーのみの設定に、8kgタイプ（V80B）はブルーと入れ替わりでシャンパンを設定（ホワイトは継続設定）、9kgタイプ（V90B）はシルバーに替わりシャンパンを設定した。洗濯乾燥機の8kgタイプと10kgタイプ及び全自動洗濯機の10kgタイプは2016年モデルのカラーバリエーションが踏襲される。
- 洗濯乾燥機
  - BW-DV80B（2017年6月発売 洗濯容量:8kg/乾燥容量:4.5kg）
  - BW-DV90B（2017年6月発売 洗濯容量:9kg/乾燥容量:5kg）
  - BW-DV100B（2017年6月発売 洗濯容量:10kg/乾燥容量:5.5kg）
  - BW-DX120B（2017年6月発売 洗濯容量:12kg/乾燥容量:6kg）
- 全自動洗濯機
  - BW-V70B（2017年6月発売 洗濯容量:7kg/乾燥容量（化繊）:3kg）
  - BW-V80B（2017年6月発売 洗濯容量:8kg/乾燥容量（化繊）:3kg）
  - BW-V90B（2017年6月発売 洗濯容量:9kg/乾燥容量（化繊）:3kg）
  - BW-V100B（2017年6月発売 洗濯容量:10kg/乾燥容量（化繊）:3kg）

### 2018年モデル
15代目となった洗濯乾燥機はまずDV系をモデルチェンジ「ナイアガラ ビート洗浄」に洗剤センシングが追加され、溶かし工程でセンサーが洗剤の種類を検知して、液体洗剤であれば「ビートウィングX」の回転数を上げて衣類を動かす洗い方、粉末洗剤であれば時間をかけて洗剤を溶かす洗い方と洗剤の種類に応じた洗い方を行うことが可能となった。これにより、2017年モデルで搭載された「洗剤・汚れ」センサーシステムは汚れの量（洗濯水の汚れの量が多い場合は洗い時間を延長）とすすぎやすさ（洗剤がすすぎやすい場合はすすぎ回数を1回に自動変更）をセンシングする「汚れすっきり」センサーシステムとなった。「おいそぎ」コースは乾燥制御の効率化により時間短縮となり、ケース状の糸くずフィルターは構造が変更され、スライド式となった。また、大容量の洗濯容量12kgモデル（DV120C）が追加され、4機種となった。
DV系の発売から半年後に最上位モデルのDX系（DX120C）をモデルチェンジ。2017年モデルのDX120Bに搭載されていた2種類のセンサーシステム（eco、洗剤・汚れ）を統合し、洗剤センシングをDV系と同じ洗剤の種類に応じて洗い方を変える方式に変更した「AIお洗濯」に改良（布量と洗剤は「AIお洗濯」の設定の有無に関係なくセンシングされる）。また、縦型の洗濯乾燥機では初めてとなる「液体洗剤・柔軟剤自動投入」機能を新たに搭載、タンクは手前側に横並びで配列されているため、投入口は液体洗剤タンクが右側、柔軟剤タンクが左側となっており、ハンドルを備え、タンク単体で自立するため、洗濯機から取り出しての補充も可能である。操作パネルはふた側に移動し、必要な箇所のみが点灯するガラスタッチ式となった。
13代目となった全自動洗濯機のV系は、「念入り」コースが廃止される代わりに、洗濯乾燥機の液体洗剤投入時と同じく「ビートウィングX」の回転数を上げて衣類を動かす洗い方を行う「液体洗剤」コースが設けられ、ケース状の糸くずフィルターはスライド式となった。
なお、カラーはDV系・V系は2017年モデルのカラーバリエーションを踏襲。DX系はホワイトのみとなった。
- 洗濯乾燥機
  - BW-DV80C（2018年6月発売 洗濯容量:8kg/乾燥容量:4.5kg）
  - BW-DV90C（2018年6月発売 洗濯容量:9kg/乾燥容量:5kg）
  - BW-DV100C（2018年6月発売 洗濯容量:10kg/乾燥容量:5.5kg）
  - BW-DV120C（2018年6月発売 洗濯容量:12kg/乾燥容量:6kg）
  - BW-DX120C（2018年11月発売 洗濯容量:12kg/乾燥容量:6kg）
- 全自動洗濯機
  - BW-V70C（2018年6月発売 洗濯容量:7kg/乾燥容量（化繊）:3kg）
  - BW-V80C（2018年6月発売 洗濯容量:8kg/乾燥容量（化繊）:3kg）
  - BW-V90C（2018年6月発売 洗濯容量:9kg/乾燥容量（化繊）:3kg）
  - BW-V100C（2018年6月発売 洗濯容量:10kg/乾燥容量（化繊）:3kg）

### 2019年モデル
16代目となる洗濯乾燥機はDV系の8kgモデル・9kgモデル・10kgモデルの3機種をモデルチェンジ。2018年モデルに搭載されていた「汚れすっきり」センサーシステムをDX120Cと同じ「AIお洗濯」へ改良（布量と洗剤は「AIお洗濯」の設定の有無に関係なくセンシングされる）。また、温風温度を検知してヒータへの通電率を制御することで衣類の縮みを抑えながら乾燥する「低温乾燥」コースを新設（本コースは標準コース時に比べ使用水量・運転時間が増加する）。さらに、洗濯時の「おいそぎ」コースが改良され、洗濯容量毎の運転制御見直しにより運転時間が短縮され、1.5kg時で洗濯のみで約10分の高速運転が可能となった（本コースは軽い汚れの衣類に向く）。
14代目となる全自動洗濯機のV系は標準・手造り・念入りのいずれかのコース設定時に使用する洗剤の種類（液体・粉末）を選択することで、洗剤の種類に合わせて洗い方やすすぎ回数（すすぎ回数は手動で変更可）を変更する「洗剤セレクト」が新たに搭載され、洗濯乾燥機のDV系同様に「おいそぎ」コースが改良された。
2019年9月には遅れて、洗濯乾燥機の12kgモデル（DV系・DX系）がモデルチェンジ。先行でモデルチェンジされたDV系の8kgモデル・9kgモデル・10kgモデル同様に「汚れすっきり」センサーシステムを「AIお洗濯」へ改良され、「低温乾燥」コースを新設。さらに、DX120Eはスマートフォン連携機能が搭載され、「洗濯コンシェルジュアプリ」に対応した。
更に、同年11月には「ビートウォッシュ」で初となる全自動洗濯機の12kgモデルが追加発売された。本モデルは新シリーズのX系で、X120Eとなる。DX120E同様に、液体洗剤・柔軟剤自動投入（乾燥機能がないタイプの全自動洗濯機では初搭載、工場出荷時はオフ設定のため「洗剤」・「柔軟剤」ボタンで設定する必要がある）、「AIお洗濯（標準コースの洗濯工程にて作動）」、ガラスタッチ式操作パネル（DX120Eとは異なり、手前側が短い2枚ふた式）を搭載したほか、洗濯物の取り出しを容易にするため、幅は約43cmの「広びろ投入口」とし、内ふたをつけたことで洗濯槽の底の位置を約34cmと高めに設計された。「おいそぎ」コースも搭載されており、1.5kg時で約15分の高速運転が可能である。
カラーは洗濯乾燥機と全自動洗濯機の各9kgタイプ（DV90E/V90E）はシャンパンに替わり2016年モデル以来の設定となるシルバーに、全自動洗濯機の7kgタイプ（V70E）はブルーに替わり2016年モデル以来の設定となるホワイトにそれぞれ変更。洗濯乾燥機と全自動洗濯機の各8kgタイプと各10kgタイプ、洗濯乾燥機の12kgタイプは2018年モデルのカラーバリエーションが踏襲される。なお、10kgタイプは洗濯乾燥機・全自動洗濯機共に、2014年モデル以来となるホワイトボディに変更された。X120EはDX120Eと同じくホワイトのみの設定となる。
- 洗濯乾燥機
  - BW-DV80E（2019年6月発売 洗濯容量:8kg/乾燥容量:4.5kg）
  - BW-DV90E（2019年6月発売 洗濯容量:9kg/乾燥容量:5kg）
  - BW-DV100E（2019年6月発売 洗濯容量:10kg/乾燥容量:5.5kg）
  - BW-DV120E（2019年9月発売 洗濯容量:12kg/乾燥容量:6kg）
  - BW-DX120E（2019年9月発売 洗濯容量:12kg/乾燥容量:6kg）
- 全自動洗濯機
  - BW-V70E（2019年6月発売 洗濯容量:7kg/乾燥容量（化繊）:3kg）
  - BW-V80E（2019年6月発売 洗濯容量:8kg/乾燥容量（化繊）:3kg）
  - BW-V90E（2019年6月発売 洗濯容量:9kg/乾燥容量（化繊）:3kg）
  - BW-V100E（2019年6月発売 洗濯容量:10kg/乾燥容量（化繊）:3kg）
  - BW-X120E（2019年11月発売 洗濯容量:12kg/乾燥容量（化繊）:3kg）

### 2020年モデル
17代目となる洗濯乾燥機はDV系の8kgモデル、15代目となる全自動洗濯機はV系の7kgモデル・8kgモデル・9kgモデルをそれぞれモデルチェンジ。スライド式の糸くずフィルターが改良され、ごみの量の把握が容易なように開口形状（メッシュ部分）を2019年モデルの横長から縦長に変更するとともに、半透明素材に変更された。「おしゃれ着」コース設定時の衣類容量が8kg以上のモデルは1.5kg以下から3kg以下に、全自動洗濯機の7kgモデルは1.2kg以下から2kg以下にそれぞれアップされた。
翌月には洗濯乾燥機のDX系もモデルチェンジ。既存のDX120FはDX120Eに搭載されていたスマートフォン連携機能が非搭載となり「洗濯コンシェルジュアプリ」が非対応（同時に「ダウンロード」コースも廃止）となったが、「手造り」コースに替わり、「お気に入り」ボタンを復活。併せて、ラインナップを拡充し、2019年モデルまでのDV系から移行により、9kgモデルと10kgモデルを追加。12kgモデル同様に「液体洗剤・柔軟剤 自動投入」機能とガラスタッチ式操作パネルが搭載されているが、液体洗剤タンクと柔軟剤タンクは奥側に横並びで配置され、取っ手が無い代わりに取り外しを容易にする手かけ部を設けており、残量確認用の小窓を追加。タンク容量はDX120Fよりも少なくなっている（液体洗剤タンク 約400mL(DX120Fは約1,000mL)、柔軟剤タンク 約500mL(DX120Fは約700mL)）。また、ガラスタッチ式操作パネルの採用に伴って投入口まわりがなめらかになり、出し入れのしやすさが向上された。そのほか、先にモデルチェンジされたDV80F同様に、糸くずフィルターの改良や「おしゃれ着」コースの衣類容量のアップ（1.5kg以下から3kg以下にアップ）も行われた。
9月には全自動洗濯機のX系もモデルチェンジ。洗濯乾燥機のDX系同様にラインナップが拡充され、2019年モデルまでのV系からの移行により、10kgモデルを追加。12kg同様に「液体洗剤・柔軟剤 自動投入」機能が搭載され、DX90F・DX100F同様に液体洗剤タンク・柔軟剤タンクは奥側に横並びで配置され、残量確認用の小窓を追加。タンク容量はDX90F・DX100Fと同量となる。なお、X120Fに搭載されているガラスタッチ式操作パネルは搭載されない。そのほか、先にモデルチェンジされたV系同様に、糸くずフィルターの改良や「おしゃれ着」コースの衣類容量のアップ（1.5kg以下から3kg以下にアップ）も行われた。
10月には洗濯乾燥機の最上位モデルとなるDKX120Fを追加発売。ドラム式洗濯乾燥機「ビッグドラム」に搭載されている「風アイロン」コースを新搭載（衣類容量は2kg以下）。本機種での「風アイロン」コースは洗濯槽の上部に搭載されたジェットファンモーター内蔵のファンユニットで発生した時速約500km（吹き出し口の面積と風量で換算した吹き出し口付近の速度）の高速風を吹き付け、直径約52cmの大径洗濯槽で衣類を広げ、くぼみを設けて改良された「ビートウィング」が衣類を大きく動かして入れ替えを促すとともに、吹き付けられた高速風がくぼみの働きで上向きに変えて衣類の下からも風を当てることでシワを伸ばしながら乾燥を行うことが可能となった。また、DX120Fでは非対応となった「洗濯コンシェルジュアプリ」に対応しており、最大3つのコースまで追加が可能な「ダウンロード」コースも搭載している。「風アイロン」・「ダウンロード」コースの追加や「洗濯コンシェルジュアプリ」の対応以外はDX120Fに準じている。本体カラーはシャンパンとなる。2021年3月30日の本体アップデートで「Google アシスタント」・「Google Nest」との連携にも対応し、Google Nestデバイスを通じて運転終了を知らせたり、スピーカーに話しかけることで運転状況や残り時間、洗濯コースなどをその場で確認することも可能となった。
- 洗濯乾燥機
  - BW-DV80F（2020年6月発売 洗濯容量:8kg/乾燥容量:4.5kg）
  - BW-DX90F（2020年7月発売 洗濯容量:9kg/乾燥容量:5kg）
  - BW-DX100F（2020年7月発売 洗濯容量:10kg/乾燥容量:5.5kg）
  - BW-DX120F（2020年7月発売 洗濯容量:12kg/乾燥容量:6kg）
  - BW-DKX120F（2020年10月発売 洗濯容量:12kg/乾燥容量:6kg）
- 全自動洗濯機
  - BW-V70F（2020年6月発売 洗濯容量:7kg）
  - BW-V80F（2020年6月発売 洗濯容量:8kg）
  - BW-V90F（2020年6月発売 洗濯容量:9kg）
  - BW-X100F（2020年9月発売 洗濯容量:10kg）
  - BW-X120F（2020年9月発売 洗濯容量:12kg）

### 2021年モデル
18代目となる洗濯乾燥機では、DV系とDX系がモデルチェンジされ、新コースとして、乾燥時に衣類をかくはんする制御を採用し、衣類がからみにくい動かし方にしたことで乾燥時にシワがつきにくくなるように改善を図るとともに、ファンモーターの改良により標準コース比で風速をアップした風をあてることでシワを抑えて仕上げる「シワ低減」コースと、2020年モデルまでの「消臭除菌」コースに替わり、水道水のミストを衣類に吹き付けて温風で加熱させ、衣類に湿気を加えることで熱を伝えやすくする「除菌清潔」コースを新設（皮革製品やスポンジの入ったものなどは使用不可）。これに伴って、「花粉」コースが廃止された（なお、DX系ではダウンロードコースで追加することが可能）。また、運転するコース（標準・おいそぎ・手造り・デリケート・おしゃれ着・毛布・シワ低減・低温乾燥・ダニ対策の9コースに設定可）に設定するだけで洗濯工程の前に30分のつけおき運転を追加する「つけおきプラス」が搭載された。DX系では、2020年モデルでは非搭載となっていたスマートフォン連携機能が復活し、「洗濯コンシェルジュ」アプリに対応。ダウンロードコースも復活した（DX120Gではダウンロードコースの復活に伴って、DX120Fで搭載されていた「お気に入り」ボタンが「ダウンロードコース」ボタンへ置き換わり、「手造り」コースも復活している）。また、本体アップデートが提供された2020年モデルのDKX120Fと同じくGoogle アシスタントとの連携にも対応し、Google Nestデバイスを通じて運転終了を知らせたり、スピーカーに話しかけることで運転状況や残り時間、洗濯コースなどをその場で確認することも可能となっている。
16代目となる全自動洗濯機では、洗濯乾燥機のDV系・DX系同様に「つけおきプラス」が搭載された（全自動洗濯機では、標準・おいそぎ・手造り・念入り・デリケート・おしゃれ着・部屋干し・毛布の8コースに設定可）。また、V系では2020年モデルまで搭載されていた「洗剤セレクト」が廃止され、9kgモデルは「柔軟剤・液体洗剤 自動投入」が新たに搭載され、X系へ移行された。
2021年8月、洗濯乾燥機の最上位モデルであるDKXをモデルチェンジ。DKX120Fに搭載されていた「消臭除菌」コースに替わり、「除菌清潔プラス」コース（仕組みは「除菌清潔」コースと同じだが、運転時間を60分とし、第三者機関でノンエンベロープタイプの代表試験ウイルスでテストし、衣類に付いたウイルスの減少が確認されたウイルス抑制対応となる）が搭載されたほか、「花粉」コースと「低温乾燥」コースをダウンロードコースとする替わりに、DKX120Fではダウンロードコースだった「ダニ対策」コースを本体搭載に変更。「風アイロン」コースにも設定可能な「つけおきプラス」も新たに搭載され、槽内を高湿にして衣類に高速風を吹き付けてシワを伸ばす「スチームアイロン」コースも新たに搭載された。
- 洗濯乾燥機
  - BW-DV80G（2021年6月発売 洗濯容量:8kg/乾燥容量:4.5kg）
  - BW-DX90G（2021年6月発売 洗濯容量:9kg/乾燥容量:5kg）
  - BW-DX100G（2021年6月発売 洗濯容量:10kg/乾燥容量:5.5kg）
  - BW-DX120G（2021年6月発売 洗濯容量:12kg/乾燥容量:6kg）
  - BW-DKX120G（2021年8月発売 洗濯容量:12kg/乾燥容量:6kg）
- 全自動洗濯機
  - BW-V70G（2021年6月発売 洗濯容量:7kg）
  - BW-V80G（2021年6月発売 洗濯容量:8kg）
  - BW-X90G（2021年6月発売 洗濯容量:9kg）
  - BW-X100G（2021年6月発売 洗濯容量:10kg）
  - BW-X120G（2021年6月発売 洗濯容量:12kg）

### 2022年モデル
P&Gジャパンの柔軟剤「レノアリセット」の開発チームとの共同取り組みにより開発された「シワ低減洗濯」コースを搭載。本コースは洗いの工程で絡んだ衣類を1回目のすすぎでためすすぎと低速で動かす攪拌によってほぐし、2回目のすすぎで衣類全体にムラなく浸透しやすいように柔軟剤自動投入のタイミングを満水時に設定。脱水の工程でも遠心力によるシワ付きを抑えるため、低速回転で時間をかけて行われる。また、スライド式の糸くずフィルターは抗菌材を使用した「[抗菌]糸くずフィルター」に改良。さらに、洗濯乾燥機のDVとDX系は「除菌清潔」コースに替わり、2021年モデルのDKXに搭載されていた「除菌清潔プラス」コースに変更。洗濯乾燥機のDX系とDKXで対応している「洗濯コンシェルジュ」は「コンシェルジュ機能」に洗濯開始前に中に入れた衣類の量をセンシングして洗濯コースの各運転時間を一覧表示し、その日の予定に合わせてコースを選択する機能が追加された。
また、全自動洗濯機の7kgモデルは新たにシンプルモデルのG70Hを追加。「ナイアガラ ビート洗浄」はV70Hのツインシャワー（2ヶ所）からシングルシャワー（1ヶ所）に、ヒーターレス乾燥機能をV70Hの「エアジェット」から「風脱水」に、糸くずフィルターは抗菌材なしの半透明タイプに、2枚ふたはプラスチック製にそれぞれグレードダウン。「自動おそうじ」は設定不要で毎回作動（「槽洗浄」コースなど一部のコースを除く）する「自動槽洗い」となり、コースはV70Hから「シワ低減洗濯」・「デリケート」・「部屋干し」コースが省かれ、V70Hに搭載されているつけおき関連機能（「つけおきプラス」・「[つけおき]ナイアガラ ビート洗浄」・「高濃度つけおき」）及び「ナイアガラすすぎ」・「お湯取機能」・「清水すすぎ」が非搭載となり、目安時間（標準コース、V70H:32分→G70H:39分）、消費電力量（V70H:45Wh→G70H:50Wh）、標準使用水量（V70H:86L→G70H:95L）、運転音（V70H:洗い 32dB/脱水 38dB→G70H:洗い 34dB/脱水 40dB）でスペック上の違いがある。
全自動洗濯機の12kgモデルはパルセーターを「ビートウィングプラス」に変更。裏面中央に配した「センターウィング」によってパルセーター回転時に発生する遠心力で循環水が外側に寄せられると同時に中央の穴から循環水を引き込む「スピード浸透水流」を発生し、衣類に高濃度洗剤液を素早く浸透させることで洗濯時間をX100Gの43分から35分に短縮。併せて、「ビートスロープ」の高低差を減らしたことで衣類の入れ替え促進がやさしくなり、高い洗浄力を保持したままで衣類の傷みを抑えることが可能となった。また、2枚ふたの奥側に配置されていた操作パネルを手前に移動したことで2014年モデル以来の復活となる透明窓を大型化して配置され、液体洗剤・柔軟剤タンクは2020年モデルから採用されているX系の9kg・10kgモデルと同じく奥側に移動、無線LANを搭載し「洗濯コンシェルジュ」アプリに対応した。
なお、今回の改良により、2021年モデルまで全自動洗濯機に搭載されていた「念入り」コースを廃止。洗濯乾燥機に搭載されていた「ダニ対策」コースはDX系とDKXに追加可能な「ダウンロードコース」に変更された。本体カラーも一部変更となり、V系の8kgモデル・X系の9kgモデル・DX系の9kgモデルと12kgモデルに設定されていたシャンパンに替わって新色のホワイトラベンダーが登場し、V系の8kgモデルに加え、X系・DX系の各10kgモデルとDKXにホワイトと入れ替わりで設定。X系の9kgモデル・DX系の9kgモデルと12kgモデルはホワイトに変更された。
- 洗濯乾燥機
  - BW-DV80H（2022年8月発売 洗濯容量:8kg/乾燥容量:4.5kg）
  - BW-DX90H（2022年8月発売 洗濯容量:9kg/乾燥容量:5kg）
  - BW-DX100H（2022年8月発売 洗濯容量:10kg/乾燥容量:5.5kg）
  - BW-DX120H（2022年8月発売 洗濯容量:12kg/乾燥容量:6kg）
  - BW-DKX120H（2022年8月発売 洗濯容量:12kg/乾燥容量:6kg）
- 全自動洗濯機
  - BW-G70H（2022年8月発売 洗濯容量:7kg）
  - BW-V70H（2022年8月発売 洗濯容量:7kg）
  - BW-V80H（2022年8月発売 洗濯容量:8kg）
  - BW-X90H（2022年8月発売 洗濯容量:9kg）
  - BW-X100H（2022年8月発売 洗濯容量:10kg）
  - BW-X120H（2022年9月発売 洗濯容量:12kg）

### 2023年モデル
20代目となる洗濯乾燥機はDV系とDX系をモデルチェンジ。18代目となる全自動洗濯機は先にG系をモデルチェンジし、その後、V系とX系もモデルチェンジ。V系はラインナップが拡充され、2019年モデル以来となる10kgモデルが追加され、X系との併売となった。
2022年モデルの全自動洗濯機の12kgモデルに採用された「スピード浸透水流」を備えた「ビートウィングプラス」を洗濯乾燥機・全自動洗濯機の全てのモデルへ拡大採用されたことで「ナイアガラ ビート洗浄」は「[衣類長もち]ナイアガラ ビート洗浄」となった（全自動洗濯機の12kgモデルと洗濯乾燥機の全モデルは洗剤の種類に応じて自動で洗い方が切り替わる洗剤検知付）。洗濯乾燥機のDX系と全自動洗濯機のX系は「洗濯コンシェルジュ」の「ダウンロードコース」に「つけおき2度洗いコース」が追加された。
- 洗濯乾燥機
  - BW-DV80J（2023年6月発売 洗濯容量:8kg/乾燥容量:4.5kg）
  - BW-DX90J（2023年6月発売 洗濯容量:9kg/乾燥容量:5kg）
  - BW-DX100J（2023年6月発売 洗濯容量:10kg/乾燥容量:5.5kg）
  - BW-DX120J（2022年6月発売 洗濯容量:12kg/乾燥容量:6kg）
- 全自動洗濯機
  - BW-G70J（2023年5月発売 洗濯容量:7kg）
  - BW-V70J（2023年6月発売 洗濯容量:7kg）
  - BW-V80J（2023年6月発売 洗濯容量:8kg）
  - BW-X90J（2023年6月発売 洗濯容量:9kg）
  - BW-V100J（2023年6月発売 洗濯容量:10kg）
  - BW-X100J（2023年6月発売 洗濯容量:10kg）
  - BW-X120J（2023年6月発売 洗濯容量:12kg）

### 2024年モデル
21代目となる洗濯乾燥機はラインナップが集約され、DX系は10kgモデルのみとなり、8kgモデルのみのDV系と合わせて2機種となった。19代目となる全自動洗濯機はG系が先行でモデルチェンジされ、その後、V系とX系もモデルチェンジされた。
全モデル共通で「おしゃれ着」コースが改良され、弱いかくはんが加わることで本コースでも「スピード浸透水流」が発生するようになり、運転時間の短縮化が図られた。
全自動洗濯機のV系（7kgモデルを除く）とX系はさらに、「[衣類長持ち]ナイアガラ ビート洗浄」は洗いムラ低減を図るため、「ナイアガラシャワー」が上下2段構造の「ナイアガラ2段シャワー」となり、低水位時に下段のシャワーから高濃度洗剤液を散布する方式に変更。また、V80K・V100K・X90K・X100Kは2022年モデルのX120Hで復活した大型透明窓が採用されたほか、高さが2023年モデルから低くなり、先行採用されているX120J同様に、洗剤と柔軟剤の手動投入口を1か所に集約化され、「[抗菌]糸くずフィルター」は大容量化されたことで2か所から1か所に減らした。
洗濯乾燥機は1.5kgまでの化繊衣類を約60分で洗濯から乾燥まで運転可能な「化繊」コースが新設され、液体洗剤・柔軟剤自動投入機能付のDX系はタンク容量が液体洗剤・柔軟剤各40mlアップ（液体洗剤 約400ml→約440ml、柔軟剤 約500ml→約540ml）された。
- 洗濯乾燥機
  - BW-DV80K（2024年6月発売 洗濯容量:8kg/乾燥容量:4.5kg）
  - BW-DX100K（2024年6月発売 洗濯容量:10kg/乾燥容量:5.5kg）
- 全自動洗濯機
  - BW-G70K（2024年5月発売 洗濯容量:7kg）
  - BW-V70K（2024年6月発売 洗濯容量:7kg）
  - BW-V80K（2024年6月発売 洗濯容量:8kg）
  - BW-X90K（2024年6月発売 洗濯容量:9kg）
  - BW-V100K（2024年6月発売 洗濯容量:10kg）
  - BW-X100K（2024年6月発売 洗濯容量:10kg）
  - BW-X120K（2024年6月発売 洗濯容量:12kg）

### 2025年モデル
全自動洗濯機は20代目、洗濯乾燥機は22代目となる。
「[衣類長持ち]ナイアガラ ビート洗浄」は洗濯羽根の回転数や運転時間の制御見直しを行ったことで「デリケート」コースと同等の布傷み抑制性能を実現したことでキャミソールなどの非常に弱い水流で洗うべき衣類を一緒に洗濯することが可能となった（ただし、「高濃度つけおき」との併用や洗濯乾燥機に搭載されている洗濯～乾燥運転・乾燥運転は不可）。
また、洗剤液の循環を促進して衣類を効果的に動かすことで頑固な汚れまで落としやすくする「パワフル」コースが新設された。スマートフォン連携対応のX120MとDX100MはP&Gジャパンとの共同開発で高濃度洗剤液で洗浄する工程を標準コースよりも長くして洗浄効果を高める「アリエールMiRAi高濃度洗浄コース」が新たにダウンロード可能となった。
- 洗濯乾燥機
  - BW-DV80M（2025年6月発売 洗濯容量:8kg/乾燥容量:4.5kg）
  - BW-DX100M（2025年6月発売 洗濯容量:10kg/乾燥容量:5.5kg）
- 全自動洗濯機
  - BW-G70M（2025年6月発売 洗濯容量:7kg）
  - BW-V70M（2025年6月発売 洗濯容量:7kg）
  - BW-V80M（2025年6月発売 洗濯容量:8kg）
  - BW-X90M（2025年6月発売 洗濯容量:9kg）
  - BW-V100M（2025年6月発売 洗濯容量:10kg）
  - BW-X100M（2025年6月発売 洗濯容量:10kg）
  - BW-X120M（2025年6月発売 洗濯容量:12kg）